# 2007 у науці
Генеральна Асамблея ООН проголосила 2007 рік Міжнародним роком дельфіна.
З 1 березня почався IV Міжнародний полярний рік (тривав до 1 березня 2008 року).

## Відкриття

### Біологія
- У листопаді професор Кіотського університету та молекулярний біолог Джеймс Томсон з Університету Вісконсина повідомили, що вони перепрограмували звичайні клітини шкіри — фібробласти, що поводятьтися так само, як ембріональні стовбурові клітини. Це може дозволити вченим створювати стовбурові клітини, не руйнуючи ембріони, за що науковці постійно критикувалися через аморальність вбивства ненародженої дитини. Крім того нові клітини зможуть вирішити проблему відторгнення імунною системою пацієнта чужих стовбурових клітин. З отриманих модифіковвних клітин виростили клітини міокарду, нервові тканини та тканини інших органів. Роботи біологів перебувають на ранніх стадіях, і ще незрозуміло, чи будуть перепрограмовані клітини шкіри такими ж корисними, як ембріональні стовбурові клітини.
- У вересні американський фізіолог біотехнолог Крейг Вентер опублікував повну розшифровку власного генетичного коду. Разом з науковцями свого інституту та інших установ він надав дані, які містять всю свою диплоїдну нуклеотидну послідовність, або всі ДНК в обох наборах хромосом, успадковані від кожного з його батьків. Вчений фактично надав світові абсолютно всі відомості про себе як про біологічного індивіда. Це стало ще одним кроком до епохи персоналізованої медицини і до можливості простежити коріння генетичних варіацій. Завдяки цьому вчені виявили близько 300 генів, «відповідальних» за різні захворювання.
- Британські вчені з Імперського коледжу Лондона на чолі з доктором Магді Якубом в результаті 10-річної роботи виростили серцевий клапан зі стовбурових клітин пацієнта, узятих із кісткового мозку. Очікується, що за декілька років медики зможуть вирощувати і трансплантувати їх пацієнтам, не очікуючи імунного відторгнення. За оцінками Всесвітньої організації охорони здоров'я, близько 600 000 людей у всьому світі потребують заміни серцевих клапанів протягом найближчих трьох років. Зазвичай дорослим ставлять штучні клапани, а дітям — донорські, яких завжди не вистачає. Пацієнтам доводиться усе життя приймати ліки, що пригнічують імунну систему.

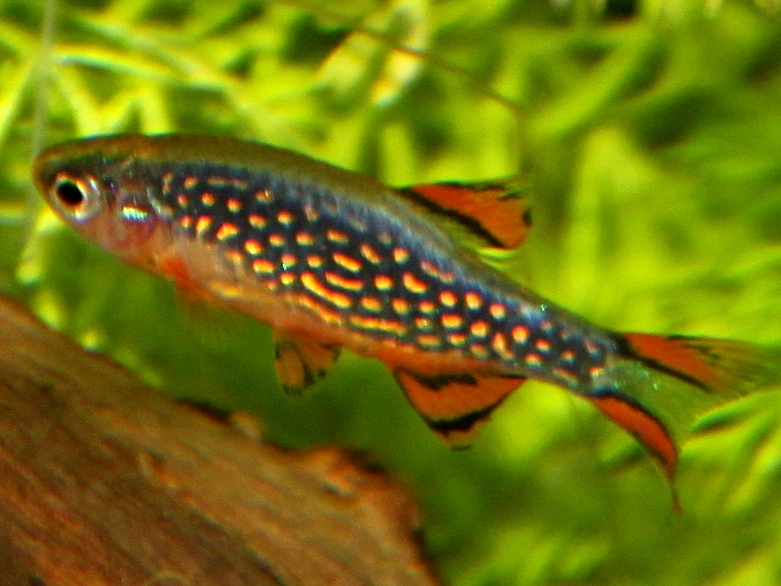
Даніо перловий — риба родини коропових, що мешкає у високогірних річках М'янми. Описана у 2007 році

- Американські вчені довели, що Т-лімфоцити ссавців можуть під впливом патогена ділитися несиметрично. В результаті виникають дві різні клітини — ефекторна і клітина пам'яті.
- Британські фахівці у сфері нейрофізіології знайшли зв'язок між пам'яттю і уявою. Виявлено, що область мозку, яка називається гіпокамп, пошкодження якої призводить до амнезії, відповідає і за уяву. Теоретично це відкриття дозволить навіть «стирати» неприємні спогади.
- У травні журнал Nature повідомив про відкриття 700 нових видів морських організмів, переважно хижих губок, морських павуків, молюсків, ракоподібних і морських хробаків. Вони були знайдені на глибинах від 700 до 6000 м в морі Уедделла в Антарктиді, у місцях, що раніше вважалися непридатними для життя. Вчені також повідомили про виявлення 24 нових видів в ізольованому районі Суринаму. Там були знайдені 12 видів твердокрилих, різновид мурах, 6 видів риб та 5 видів жаб, включаючи одну з флуоресцентним фіолетовим маркуванням. Інші знахідки фауни включають безногу амфібію в Гоа, Індія; 11 нових видів рослин і тварин у тропічному «зеленому коридорі» центрального В'єтнаму; нову мавпу в Уганді; кажана — на Мадагаскарі; леопарда — на Суматрі та Борнео; морського огірка на прізвисько «Маленька суниця» біля узбережжя Тайваню.
- У жовтні океанологи Бангорського університету тралували океанський шельф біля узбережжя північної Ісландії і знайшли те, що вважається найстарішою у світі твариною: 405-річним молюском. Він би жив і довше, але дослідникам довелося вбити його, щоб визначити його вік, вивчаючи кільця на його оболонці. Раніше вважалося, що молюски виду Arctica atlantica живуть 200—300 років. Вчені збираються детально дослідити цих молюсків на клітинному рівні та отримати нові дані про старіння живих організмів. Загиблого в ім'я науки довгожителя назвали Міном, на честь династії, яка володарювала в Китаї під час його народження.

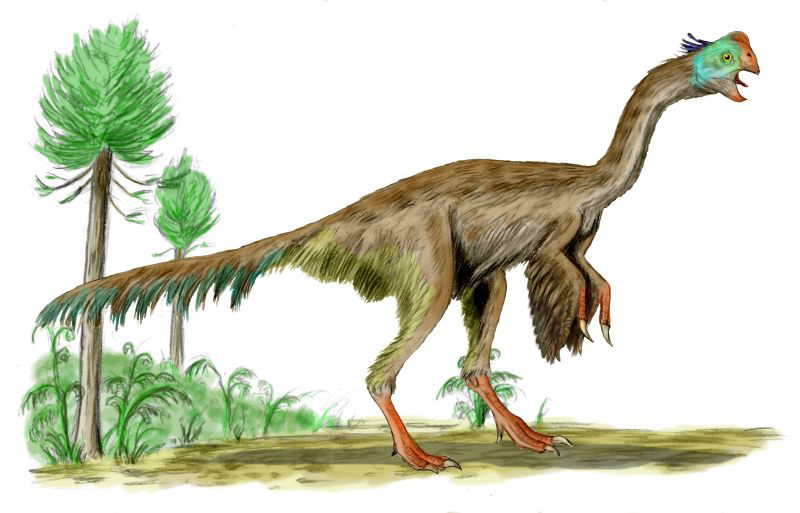
Художня реконструкція гігантораптора

- У червні в журналі Nature китайські вчені повідомили про знахідку скелета величезного птахоподібного динозавра, який жив близько 70 мільйонів років тому. Його відкопали палеонтологи, які працювали в китайській провінції Внутрішня Монголія. Птахоподібний ящір мав 8 м завдовжки та 5 м заввишки, важив 1,4 т та був у 35 разів більший за іншого птахоподібного динозавра — каудіптерикса. Він мав масивний дзьоб, невеликі ноги, а, можливо, й пір'я. Йому дали назву Gigantoraptor elrianensis (гігантораптор). Ця знахідка спростувала уявлення вчених про те, що динозаври ставали меншими за розміром, чим більше вони еволюціонували у птахів.
- На початку року міжнародна команда вчених оголосила, що аналіз черепа, відкритого в Південній Африці в 1952 році, показав, що сучасна людина мігрувала з Африки між 65 000 і 25 000 років тому. Вчені визначили вік черепа (близько 36 000 років), який був виявлений поблизу Хофмейра (ПАР), шляхом випробувань рівнів радіації піску, що наповнював череп. За формою цей череп дуже нагадує черепи людей, які у ті часи жили в Європі, Східній Азії та Австралії. Це відкриття свідчить на користь теорії, за якою сучасна людина походить з району пустелі Сахара.

### Астрономія
- Астрономи з Каліфорнійського університету в Берклі та Техаського університету повідомили про найбільший і найяскравіший зоряний вибух, або наднову, яка коли-небудь спостерігалася. Вперше вчені побачили смерть такої великої зірки, як SN 2006gy, що більша за Сонце приблизно в 100—200 разів. Лише близько десятка з 400 мільярдів зірок у Чумацькому Шляху мають такий розмір. SN 2006gy впала в чорну діру і вибухнула в Галактиці на відстані 240 млн світових років. Ця зірка була вперше помічена студентом з Техасу в 2006 році. Астрономи припускають, що спостереження за SN 2006 gy можливо стане джерелом інформації про ранні часи Всесвіту, коли загинули великі зірки, перетворюючи частину їх випромінювання на речовину і антиречовину, що викликають термоядерний вибух. Значно ближча велика зірка Ета Кіля, може також швидко вибухнути, влаштувавши найяскравіше нічне шоу, яке коли-небудь бачили сучасні астрономи.
- Науковці з Обсерваторії П'єра Оже в Аргентині висунули нову гіпотезу походження космічного випромінювання надвисоких енергій. За даними дослідників, першопричиною утворення космічних променів є чорні діри, розташовані в центрах прилеглих до нас галактик. Тривала дія космічної радіації здатна негативно вплинути на здоров'я людини. Відповідно, в разі, якщо людству доведеться перебиратися на інші планети Сонячної системи, воно повинно бути застраховане від подібної небезпеки. Саме захисту від цієї загрози присвячені дослідження аргентинських фахівців. Професор Алан Вотсон, який очолює наукову групу, зазначає, що нове відкриття також допоможе гранично точно вивчити сусідні галактики. За підсумками дослідження космічних променів можна буде отримати принципово нове зображення Всесвіту.
- У жовтні британські вчені відкрили три нових планети завбільшки з Юпітер за межами Сонячної системи в рамках проекту з пошуку екзопланет типу Землі під назвою «Широкоформатний пошук планет» або WASP. Дві із них у Південній півкулі — WASP-4b та WASP-5b знаходяться на відстані 850 та 967 світлових років від Землі. Третя — WASP-3b розташована у Північній півкулі на відстані 727 світлових років. Орбіти планет розташовані так близько від зірок, що їхній рік триває усього 2 дні, а температура їх поверхні досягає 2000 °С. Це виключає можливість життя на них.

### Фізика
- Британські вчені запропонували модель, яка описує властивості металевих оксидів з високою діелектричною сталою. Ці елементи в перспективі можуть бути використані замість оксиду кремнію як затворний діелектрик транзисторів.
- Команда фізиків зі США і Нідерландів зафіксувала квантовий ефект Холла при кімнатній температурі, коли електрони під впливом енергії зовнішнього поля просочуються через певні матеріали. Їх відкриття допоможе спростити процедуру калібрування опорів.
- Гаррет Лісі запропонував «Надзвичайно просту теорію всього», засновану на властивостях алгебри Лі.

### Хімія
- Вагомим досягненням в області хімії стали розробки в галузі контролю за хімічними реакціями, що дозволяють відмовитися від використання дорогих способів очищення.

### Мінералогія
- У квітні геологи із Сербії знайшли білий порошкоподібний мінерал, невідомий до того. Вони передали його Крісу Стенлі, мінералогу Лондонського музею природознавства, який виявив, що він має такий же склад, як Sodium lithium boron silicate hydroxide with fluorine — вигаданий мінерал під назвою «криптоніт». У фільмі «Повернення Супермена» злодій Лекс Лютер викрадає з Метрополітен-музею коробку зі шматком криптоніта, що використовується, щоб знесилити Супермена. Новий мінерал не можуть назвати «криптонітом», бо відповідно до міжнародних правил він не має жодного відношення до газу криптон. Тому мінерал назвали Джадарітом (Jadarute), за місцевістю у Сербії, де його знайшли.

### Інформатика
Канадські науковці удосконалили комп'ютерну програму для гри в шашки — вона може прораховувати абсолютно всі можливі комбінації.

## Наукові нагороди 2007 року

### Нобелівська премія
- З фізики — Альбер Ферт (Франція) і Петер Грюнберг (Німеччина) — «За відкриття ефекту гігантського магнетоопору»
- З хімії — Ґергард Ертль (Німеччина) — «За дослідження хімічних процесів на поверхнях твердих тіл»
- З медицини та фізіології — Маріо Капеккі (США), Мартін Еванс (Велика Британія) і Олівер Смітіз (Велика Британія) — «За відкриття принципів запровадження специфічних генних модифікацій з використанням ембріональних стовбурових клітин у мишей»
- З економіки — Леонід Гурвич (США), Ерік Мескін (США) і Роджер Маєрсон (США) — «За створення основ теорії оптимальних механізмів»

### Абелівська премія
Сатхамангалам Ранга Ієнгар Срініваса Варадхан (США) — «за фундаментальний внесок у теорію ймовірностей, і особливо за створення єдиної теорії великих відхилень»

### Золота медаль імені В. І. Вернадського Національної академії наук України
- Попович Мирослав Володимирович (Україна) — за видатні досягнення в галузі філософії
- Жорж Ніва (Франція) — за видатні досягнення в галузі славістики

### Премії НАН України імені видатних учених України
Докладніше: Премії НАН України імені видатних учених України — лауреати 2007 року

### Державна премія України в галузі науки і техніки
Докладніше: Державна премія України в галузі науки і техніки — лауреати 2007 року

## Померли
- 3 січня — Черненко Євген Васильович — український археолог, член-кореспондент Німецького археологічного інституту, один з першовідкривачів золотої скіфської пекторалі з кургану Товста Могила
- 22 січня — Богатюк Микола-Юрій Теодорович — український економіст, політолог, громадський діяч в діаспорі
- 26 січня — Жан Ішбіа — французький вчений-програміст, головний розробник мови програмування Ada
- 29 січня — Русанівський Віталій Макарович — український науковець, філолог, мовознавець-україніст, викладач і славіст
- 31 січня — Олеві Кулл — естонський професор Тартуського університету, відомий своїм внеском в екологію
- 2 лютого — Стогній Анатолій Олександрович — український кібернетик
- 7 лютого — Алан Макдіармід — американський фізикохімік, лауреат Нобелівської премії з хімії
- 8 лютого — Ян Стівенсон — канадсько-американський біохімік і психіатр
- 15 лютого — Роберт Адлер — австрійсько-американський винахідник, автор численних патентів
- 17 лютого — Алексєєв Анатолій Семенович — російський геофізик, академік (від 1984) АН СРСР, академік Російської академії наук
- 17 лютого — Нетребко Василь Прокопович — російський радянський учений у галузі механіки
- 21 лютого — Рудавський Юрій Кирилович — український фізик, ректор Національного університету «Львівська політехніка»
- 25 лютого — Кучеренко Микола Євдокимович — український науковець в галузі радіаційної біохімії, дійсний член НАН України
- 27 лютого — Альфред Бернхард Лау — мексиканський ботанік німецького походження, місіонер, експерт з мексиканських кактусів
- 28 лютого — Комеч Олексій Ілліч — доктор мистецтвознавства, автор 80 наукових праць по історії візантійської та давньоруської архітектури
- 4 березня — Максимович Георгій Григорович — український вчений в царині фізико-хімічної механіки матеріалів, член-кореспондент НАН України
- 6 березня — Жан Бодрійяр — французький філософ, культуролог, соціолог і публіцист
- 8 березня — Будник Василь Сергійович — український радянський вчений у галузі ракетобудування та космонавтики, конструктор, академік АН УРСР
- 16 березня — Барановський Герман Олексійович — фахівець у галузі радіозв'язку
- 16 березня — Мартиненко Володимир Петрович — генеральний директор ВАТ «Полтавський гірничо-збагачувальний комбінат», автор наукових праць та винаходів у сфері розробки родовищ корисних копалин
- 17 березня — Плате Микола Альфредович — російський хімік, фахівець у галузі високомолекулярних сполук, дійсний член Російської Академії наук, віце-президент РАН
- 17 березня — Джон Бекус — американський вчений в галузі інформатики
- 21 березня — Шуба Михайло Федорович — український біофізик, доктор медичних наук, професор, академік АН УРСР
- 23 березня — Пол Джозеф Коен — американський математик найвідоміший за його доказ незалежності континуум-гіпотези і аксіоми вибору від теорії множин Цермело-Френкеля
- 26 березня — Поспєлов Євген Михайлович — радянський і російський географ, спеціаліст в галузі топоніміки та картографії
- 27 березня — Пол Лотербур — американський хімік, лауреат Нобелівської премії в області медицини 2003 року
- 29 березня — Владислав Лянце — український математик
- 4 квітня — Карен Спарк Джонс — британський учений в галузі інформатики
- 12 квітня — Білоцерківський Борис Юхимович — один з основоположників створення надточних оптико-електронних автоматизованих засобів виявлення далеких навколоземних космічних об'єктів
- 16 квітня — Йоан Урсу — румунський фізик
- 16 квітня — Лівіу Лібреску — румунський, ізраїльський і американський математик, фахівець в області аеродинаміки
- 18 квітня — Сергєєв Павло Васильович — радянський та російський фахівець в галузі молекулярної фармакології, радіобіології та біохімії
- 26 квітня — Вілбер Норман Крістіансен — австралійський астроном, член Австралійської АН
- 28 квітня — Карл Фрідріх фон Вайцзеккер — німецький фізик, учасник команди, яка проводила ядерні дослідження в Німеччині під час Другої світової війни, під керівництвом Вернера Гейзенберга
- 5 травня — Теодор Майман — американський фізик, що створив перший у світі працюючий лазер
- 9 травня — Матейко Роман Михайлович — український історик, вчений, краєзнавець
- 9 травня — Бутич Іван Лукич — український історик-джерелознавець і архівіст
- 17 травня — Балабуєв Петро Васильович — український авіаконструктор, Герой України
- 17 травня — Рязанцев Микола Карпович — головний конструктор Харківського конструкторського бюро з двигунобудування при заводі імені Малишева
- 18 травня — П'єр Жиль де Жен — французький фізик, лауреат Нобелівської премії з фізики 1991 року за свої роботи з дослідження рідких кристалів та полімерів
- 23 травня — Гулий Максим Федотович — український біохімік
- 25 травня — Радавський Юрій Леонідович — український молекулярний біолог
- 26 травня — Джеймс Бек — американський мистецтвознавець, який спеціалізувався на італійському Ренесансі
- 27 травня — Горський Вілен Сергійович — доктор філософських наук, професор, Заслужений діяч науки і техніки України
- 8 червня — Річард Рорті — американський філософ
- 15 червня — Джузеппе Альберіґо — італійський історик, один з провідних фахівців з історії Католицької церкви і Другого Ватиканського собору
- 19 червня — Бакка Микола Терентійович — доктор технічних наук, професор, академік Академії будівництв України, член-кореспондент Академії гірничих наук України
- 22 червня — Алексєєва Тетяна Іванівна — російський антрополог, академік РАН
- 25 червня — Пономаренко Віктор Михайлович — український хірург, учений у галузі соціальної медицини та організації охорони здоров'я
- 2 липня — Заєць Іван Іванович — український історик, археолог, краєзнавець
- 17 липня — Александрова Валентина Петрівна — український вчений-економіст
- 20 липня — Акуленко Валерій Вікторович — український мовознавець, член-кореспондент НАН України
- 23 липня — Ернст Отто Фішер — німецький хімік, лауреат Нобелівської премії з хімії за 1973 рік
- 1 серпня — Вінфред Леманн — американський мовознавець, фахівець з історичної лінгвістики, зокрема, з реконструкції праіндоєвропейської та прагерманської мов, а також у галузі машинного перекладу
- 4 серпня — Рауль Гільберг — американський історик, історіограф Голокосту
- 6 серпня — Атле Сельберг — норвезький математик, відомий своїми працями в галузі аналітичної теорії чисел та теорії автоморфних функцій
- 12 серпня — Ральф Ашер Алфер — американський космолог, автор новаторської теорії нуклеоситезу Великого вибуху, передбачив фонове реліктове випромінювання космосу в мікрохвильовому діапазоні
- 13 серпня — Сігорський Віталій Петрович — український фізик-електронник
- 14 серпня — Александру Йоан Лупаш — румунський математик
- 20 серпня — Кай Сігбан — шведський фізик, лауреат Нобелівської премії з фізики в 1981 р.
- 31 серпня — Ліпатов Юрій Сергійович — радянський, український хімік, академік АН УРСР в галузі хімії високомолекулярних сполук
- 1 вересня — Дідоренко Едуард Олексійович — український правознавець, засновник і перший ректор Луганського державного університету внутрішніх справ
- 6 вересня — Єва Крейн — дослідниця і авторка статей по бджолам і бджільництву
- 17 вересня — Найдиш Володимир Михайлович — український вчений і педагог у галузі нарисної і прикладної геометрії, інженерної та комп'ютерної графіки
- 27 вересня — Горбатюк Дем'ян Лаврентійович — український науковець, хірург-трансплантолог, лікар-морфолог-андролог, педагог
- 1 жовтня — Запаско Яким Прохорович — український книгознавець, доктор мистецтвознавства, академік АН ВШ України, почесний академік Академії мистецтв України
- 5 жовтня — Шульман Леонід Маркович — український та радянський астрофізик
- 6 жовтня — Тоцька Ніна Іванівна — українська мовознавець-україніст
- 9 жовтня — Вишневська Надія Олександрівна — українська літературознавець
- 13 жовтня — Степанець Олександр Іванович — український математик, член-кореспондент НАН України
- 16 жовтня — Івахненко Олексій Григорович — український вчений у галузі автоматичного керування, кібернетики і математичного моделювання, академік НАН України
- 24 жовтня — Бойченко Іван Васильович (філософ) — український філософ, академік Академії політичних наук України
- 26 жовтня — Артур Корнберг — американський біохімік, член Національної академії наук США
- 5 листопада — Карл Ребане — естонський фізик, академік АН СРСР, академік і президент АН Естонської РСР
- 9 листопада — Збарський Ілля Борисович — російський біохімік, дійсний член Академії медичних наук СРСР
- 11 листопада — Янгузін Рим Зайнігабітович — башкирський та російський етнограф
- 16 листопада — Рудловчак Олена Михайлівна — український історик культури, літературознавець
- 18 листопада — Кізлик Олександр Данилович — український бібліограф
- 22 листопада — Парасюк Остап Степанович — український і радянський фізик-теоретик, академік АН УРСР, фахівець в області квантової теорії поля і математичної фізики
- 28 листопада — Стефанов Олександр Вікторович — вчений у галузі фармакології, академік Академії медичних наук України
- 28 листопада — Лащенко Анатолій Петрович — український мистецтвознавець, педагог, доктор мистецтвознавства, член-кореспондент Академії мистецтв України
- 1 грудня — Крочко Юлій Іванович — український теріолог, педагог, провідний фахівець у галузі екології кажанів Карпатського регіону
- 9 грудня — Анрі Дебеонь — бельгійський астроном і першовідкривач астероїдів
- 21 грудня — Копилов Анатолій Олексійович — український історик, краєзнавець
- 23 грудня — Вільям Френсіс Ґанонґ — американський фізіолог
- 25 грудня — Хелімський Євген Арнольдович — російський лінгвіст, один з провідних світових дослідників самодійських та фіно-угорських мов, культур північної Євразії та шаманізму
- 31 грудня — Кучеренко Ілля Корнійович — український мовознавець